# Посттрауматски поремећај огорчености
Посттрауматски поремећај огорчености (ПТПО; енгл. Post-traumatic embitterment disorder, PTED) дефинише се као патолошка реакција на негативан животни догађај, који су погођене особе доживеле као тешку увреду, понижење, издају или неправду. Доминантне емоције код ПТПО су огорченост, бес, срџба и мржња, посебно према окидачу стреса, често праћене фантазијама о освети. Поремећај почиње одмах, без временског одлагања, у тренутку окидачког догађаја. Ако се не лечи, прогноза ПТПО је прилично неповољна, при чему су оболели заробљени у зачараном кругу снажних негативних емоција које се међусобно појачавају и на крају воде у самоуништавајућу силазну спиралу. Особе погођене ПТПО имају већу вероватноћу да спроведу фантазије о освети у дело, што их чини озбиљном претњом за изазивача стреса.
Концепт ПТПО као засебног клиничког поремећаја први је описао немачки психијатар и психолог Михаел Линден 2003. године, који и даље остаје најистакнутији истраживач у овој области. Иако је последњих година поткрепљен емпиријским истраживањима, и даље је спорно да ли огорченост треба уврстити међу психолошке поремећаје. Стога, ПТПО тренутно нема своју категорију у МКБ-10, већ је класификован под F43.8 „Друге реакције на тешки стрес”. Не може се класификовати као поремећај прилагођавања под F43.2, јер се „обични” поремећаји прилагођавања обично повлаче у року од шест месеци, док је код ПТПО много већа вероватноћа да постане хроничан. Стање слично ПТПО описао је већ Емил Крепелин 1915. године под називом кверулантна параноја као облик трауматске неурозе, изричито га разграничавајући од поремећаја личности.

## Горчина и огорченост
Горчина (такође и злопамћење) дефинише се као основна људска реакција на искуства неправде, издаје или понижења, а састоји се од емоција као што су бес, гнев, непријатељство, разочарање, гађење и срамота. Међутим, док је „обична” горчина само пролазна емоција која ће временом избледети, огорченост се описује као много продуженије стање горчине, које се неће лако повући и може озбиљно нарушити квалитет живота погођених особа и њиховог окружења. Типично, огорченост ће се изнова распламсавати приликом присећања на окидачки инцидент.

## Распрострањеност
Прелиминарни подаци указују на распрострањеност од око 2–3% у општој популацији. Повећане стопе преваленције примећују се када су веће групе људи изложене друштвеним превратима. У складу с тим, Линден је ово стање први пут описао након уједињења Немачке.

## Узроци
Тешке реакције огорчености могу бити изазване ако су нечија суштинска уверења тешко повређена. У психологији, суштинска уверења се дефинишу као начини размишљања, ставови и вредности које дефинишу појединца. Она функционишу као когнитивни референтни систем који структурира перцепцију света, самог себе, других, шта је важно или не, шта је исправно или погрешно, и шта је потребно урадити, и могу укључивати и негативна и позитивна осећања. Од велике су индивидуалне и друштвене важности и могу се преносити трансгенерацијски, обликујући тако читаве културе. Суштинска уверења нису нужно истинита у погледу стварности, али делују истинито појединцу, без обзира на њихов садржај. Стога се информације које им противрече обично игноришу, што их чини тешким за промену или оспоравање.
Пошто су суштинска уверења централни аспект идентитета појединца, посебно су рањива на увреде, понижења, издају и неправду, који се психолошки доживљавају као агресије. ПТПО се може покренути ако је повреда суштинског уверења, посебно позитивног, превише озбиљна да би се игнорисала и правилно обрадила, и ако не постоји начин да се погођени одбране и заштите своја уверења, остављајући их у стању беспомоћности, резигнације и на крају огорчености. Како су суштинска уверења јединствена за сваког појединца, оно што једној особи може изгледати као тривијалност или мања непријатност, другој може изазвати егзистенцијалну кризу, посебно ако им недостаје психолошка отпорност да превазиђу кризу.Шаблон:Тражи се страна

## Симптоми и дијагностички критеријуми
А. Основни критеријуми:
1. клинички значајни емоционални симптоми или проблеми у понашању, који почињу одмах након тачно једног негативног, стресног животног догађаја, који – споља гледано – не изгледа ништа више од свакодневне појаве (тј. ништа неуобичајено попут саобраћајних незгода, пљачки или рата)
2. пацијент је свестан окидачког догађаја и идентификовао га је као узрок поремећаја
3. окидачки догађај се доживљава као неправедан, понижавајући или увредљив
4. понављајуће наметљиве мисли о окидачком догађају
5. пацијент реагује емоционалним узбуђењем приликом присећања на окидачки догађај

Б. Додатни симптоми:
1. дисфорично-агресивно-депресивно расположење; расположење слично великом депресивном поремећају са соматским поремећајем симптома
2. неоштећена регулација афекта када је пажња скренута
3. аволиција
4. пацијент себе види као жртву
5. пацијент себе види као беспомоћног и неспособног да превазиђе окидачки догађај или његов узрок
6. самоокривљавање због тога што није спречио окидачки догађај или што није у стању да се носи с њим
7. равнодушност према сопственом здрављу
8. неспецифични соматски симптоми (нпр. несаница, губитак апетита, бол)
9. фобично избегавање особа или места повезаних са окидачким догађајем
10. засићеност животом и суицидалне идеје
11. понављајуће фантазије о освети и агресивне мисли према изазивачу стреса, понекад укључујући фантазије о убиству или убиству-самоубиству
12. кверулантна упорност у борби за враћање правде

В. нема знакова психолошког поремећаја у години пре окидачког догађаја, који би могли објаснити абнормалну реакцију; нема поновног погоршања претходног психолошког поремећаја
Г. клинички значајно оштећење или оптерећење сопственог стања, као и друштвених, професионалних или других важних сфера живота
Д. симптоми трају најмање шест месеци од тренутка окидачког догађаја
ПТПО се не представља као „трауматичан” у погледу претходног окидача, већ због свог хронолошког тока догађаја: неколико минута пре окидачког догађаја, погођени су били савршено здрави, неколико минута касније су болесни и озбиљно оштећени. У том погледу, ПТПО подсећа на посттрауматски стресни поремећај (ПТСП). Међутим, природа окидачког догађаја код ПТПО има мали утицај на природу наредних симптома.
ПТПО се неће повући сам од себе, већ ће се временом интензивирати, водећи пацијенте у самоуништавајућу силазну спиралу негативних емоција које се стално међусобно појачавају. Ако се не лечи, врло је вероватно да ће ПТПО на крају навести погођене да спроведу своје агресије према изазивачу стреса, чиме ће починити најтежа кривична дела.

## Дијагноза

### BEI
Бернски инвентар огорчености (BEI) (Znoj, 2008; 2011) мери емоционалну огорченост, огорченост везану за учинак, песимизам/безнађе и мизантропију/агресију.

### ПТПО скала
ПТПО скала је упитник за самооцењивање са 19 ставки и може се користити за идентификацију реактивне огорчености и процену тежине ПТПО. Одговори се дају на Ликертовој скали од пет тачака. Просечан резултат од 2,5 идентификује клинички релевантан степен реакције огорчености, иако званично не потврђује дијагнозу. Више вредности су само индикације критичне огорчености. Дијагноза ПТПО је могућа само кроз детаљну клиничку процену или стандардизовани дијагностички интервју.

### Стандардизовани дијагностички интервју
Стандардизовани дијагностички интервју за ПТПО поставља питања о основним критеријумима ПТПО. У дијагностичком интервјуу мора се разјаснити шта пацијент мисли када описује своја искуства и осећања.

## Диференцијална дијагноза
- Посттрауматски стресни поремећај:
  - покренут једним или више потенцијално по живот опасних, неуобичајених догађаја који изазивају екстреман страх и панику (нпр. саобраћајне несреће, пљачке, рат)
  - кардинална емоција је понављајући или трајни страх; огорченост се не јавља
- Велики депресивни поремећај:
  - веома честа погрешна дијагноза због неколико симптоматских сличности (нпр. депресивно расположење, аволиција, суицидалност, расејаност)
  - за разлику од ПТПО, нема директне временске везе са исцрпљујућим догађајима, нема јединственог стресора
  - нема анхедоније код пацијената са ПТПО
- Поремећај прилагођавања:
  - обично се повлачи у року од шест месеци након окидачког догађаја
  - може бити узрокован низом догађаја, не нужно увредама, издајом, понижењем или неправдом
- Фобија:
  - понашање избегавања узроковано страхом, а не огорченошћу
- Поремећаји личности:
  - доживотни развој, нема непосредне везе са једним догађајем
  - ПТПО потпуно реверзибилан терапијом, ефекти поремећаја личности само ублаживи
  - развој ПТПО може бити олакшан постојећим поремећајима личности[11]
- Параноја, суманутости, схизотипни поремећај, схизофренија, кверулантна суманутост, морална повреда

## Психотерапија
Лечење посттрауматске огорчености је компликовано типичним резигнирано-агресивно-дефанзивним ставом пацијента, који је такође усмерен против терапијских понуда. Један приступ лечењу је терапија мудрости коју је развио Линден, облик когнитивно-бихејвиоралне терапије који има за циљ да оснажи пацијента да се дистанцира од критичног животног догађаја и изгради нове животне перспективе.
Користе се уобичајене когнитивне стратегије промене ставова и решавања проблема, као што су:
- бихејвиорално-терапијске методе попут анализе понашања и когнитивног увежбавања
- анализа аутоматских мисли и шема
- рефрејминг или когнитивна реатрибуција
- третмани излагања
- повећање активности
- поновна изградња социјалних контаката
- промоција самоефикасности

Посебан модул лечења има за циљ тренирање компетенција мудрости, што значи промовисање следећих способности:
- промена перспективе
- емпатија
- перцепција и прихватање емоција
- емоционална равнотежа и смисао за хумор
- контекстуализам
- дугорочна оријентација
- релативизам вредности
- толеранција на неизвесност
- самодистанцирање и саморелативизација

Методички се користи метода „нерешивих проблема”. У овом поступку представљају се фиктивне озбиљне и нерешиве конфликтне ситуације, које омогућавају пацијентима да тренирају капацитете мудрости и пренесу их на сопствену ситуацију („трансфер учења”).

## Критике
Проблем реакција огорчености, као и посттрауматски поремећај огорчености, све више добијају међународну пажњу.
Ипак, постоје неки нерешени проблеми. Потребна су даља истраживања како би се ПТПО разликовао од других менталних поремећаја. Године 2014. научни новинар Јерг Блех поменуо је овај поремећај у својој књизи Die Psychofalle - Wie die Seelenindustrie uns zu Patienten macht („Психо-замка: Како нас индустрија душе претвара у пацијенте”). Дискутује се о томе да ли увођење ПТПО може од свакодневних проблема направити поремећај.